# شب‌خروش کوهسار
شب‌خروش کوهسار (نام علمی: Penelopina nigra) نام یک گونه از زیرخانواده شب‌خروش است.